# ダラニステス
ダラニステス（Dalanistes）は、新生代古第三紀始新世前期に生息していた、海生のクジラ類。
化石は1995年、古生物学者スニール・バジパイ（Sunil Bajpai）とハンス・シューウィセン（Hans Thewissen）率いる調査隊によって、パキスタンのスライマーン地区のバビア丘陵（Babia Hills）にて発見された。同年、フィリップ・ギンガーリッチ（Philip D. Gingerich）らにより記載される。